# Julien Maitron
Julien Maitron (20 de fevereiro de 1881, Dompierre-sur-Nièvre, França - 29 de outubro de 1972, Tourriers, França) é um ciclista francês. Atuou profissionalmente entre os anos de 1904 a 1912.

## Participações no Tour de France
- Tour de France 1904 : quinto na classificação geral
- Tour de France 1905 : décimo na classificação geral
- Tour de France 1907 : abandonou na 12ª etapa
- Tour de France 1908 : abandonou na 4ª etapa
- Tour de France 1909 : décimo primeiro na classificação geral
- Tour de France 1910 : nono na classificação geral; vencedor da sexta etapa
- Tour de France 1911 : décimo quarto na classificação geral
- Tour de France 1912 : vigésimo sétimo na classificação geral